# Noel Törnqvist
Pour les articles homonymes, voir Törnqvist.
Noel Törnqvist, né le 1er février 2002 en Suède, est un footballeur suédois qui évolue au poste de gardien de but au Mjällby AIF.

## Biographie

### En club
Né en Suède, Noel Törnqvist commence le football au Snöstorp Nyhem FF (en) avant d'être formé par le Halmstads BK. Il est alors joueur de champ et c'est seulement en 2016, à 15 ans, qu'il s'installe au poste de gardien de but. Désireux de jouer en équipe première, il rejoint le IS Halmia en janvier 2018. Il est la doublure de Malte Påhlsson lors de sa première année avant de faire ses débuts en senior en 2019, en quatrième division suédoise.
En janvier 2020, Noel Törnqvist rejoint le Mjällby AIF, tout juste promu en première division. Le transfert est annoncé dès le 15 décembre 2019 et il signe un contrat courant jusqu'en décembre 2023.
Doublure de Carljohan Eriksson (en) lors de sa première saison, il est prêté le 10 janvier 2021 à l'AFC Eskilstuna afin de gagner en temps de jeu.
De retour au Mjällby AIF en 2022, il est cette fois le second choix au poste de gardien de but derrière Samuel Brolin. Le 17 juillet 2022 il prolonge son contrat avec le club jusqu'en décembre 2026. Il joue tout de même son premier match pour le club lors d'une rencontre de championnat le 6 novembre 2022, contre le Djurgårdens IF. Il est titularisé et son équipe s'impose par un but à zéro.

### En sélection
Noel Törnqvist compte une sélection avec l'équipe de Suède des moins de 18 ans, obtenue le 10 octobre 2019 face à la Tchéquie. Il est titularisé et son équipe s'incline par trois buts à un.
En octobre 2021, Noel Törnqvist est appelé pour la première fois avec l'équipe de Suède espoirs. Il joue finalement son premier match avec les espoirs le 20 novembre 2022, contre l'Azerbaïdjan. Il est titularisé et son équipe l'emporte par huit buts à un.